# HD55094
HD55094 — хімічно пекулярна зоря спектрального класу
B8 й має видиму зоряну величину в смузі V приблизно 10,4.

## Пекулярний хімічний вміст
Зоряна атмосфера HD55094 має підвищений вміст 
Si
.